# Grammy al millor àlbum de folk
El premi Grammy al millor àlbum de folk és entregat per The Recording Academy (oficialment, National Academy of Recording Arts and Sciences) dels Estats Units des de 2012, a artistes de gravacions per llançar àlbums en el gènere folk, per a "honorar la consecució artística, competència tècnica i excel·lència general en la indústria discogràfica, sense tenir en consideració les vendes d'àlbums o posició a les llistes".
Segons la guia de descripció dels 54ns Grammy, la categoria del premi inclou material folk autèntic en els estils vocal tradicional i instrumental, així com també material contemporani per artistes que utilitzen elements, sons i tècniques instrumentals del folk tradicional com a base de les seves gravacions. La música folk és bàsicament però no exclusivament acústica, i sovint utilitza arranjaments contemporanis amb producció i sensibilitats clarament diferenciades respecte un enfocament pop.
Aquest premi combina les anteriors categories per Best Contemporary Folk Album i Best Traditional Folk Album. The Recording Academy va decidir crear aquesta categoria ja que trobava que hi havia "dificultats per a distingir entre folk contemporani i tradicional".

## Guardonats

### Dècada del 2010
| Edició | Guanyador(s)/ Guanyadora(es)                       | Obra                          | Nominat(s)/ Nominada(es) | Ref.   |
| ------ | -------------------------------------------------- | ----------------------------- | --- | ------ |
| 2012   | The Civil Wars                                     | Barton Hollow                 | - Steve Earle — I'll Never Get Out Of This World Alive - Fleet Foxes — Helplessness Blues - Eddie Vedder — Ukulele Songs - Gillian Welch — The Harrow & The Harvest                                                                                       | [ 4 ]  |
| 2013   | Yo-Yo Ma, Stuart Duncan, Edgar Meyer & Chris Thile | The Goat Rodeo Sessions       | - Carolina Chocolate Drops — Leaving Eden - Ry Cooder — Election Special - Luther Dickinson — Hambone's Meditations - Shawn Camp & Tamara Saviano (productores de l'àlbum) — This One's To Him: A Tribute to Guy Clark, interpretat per diversos artistes | [ 5 ]  |
| 2014   | Guy Clark                                          | My Favorite Picture of You    | - The Greencards — Sweetheart of the Sun - Sarah Jarosz — Build Me Up From Bones - The Milk Carton Kids — The Ash & Clay - Diversos artistes / Chris Strachwitz (productor) — They All Played For Us: Arhoolie Records 50th Anniversary Celebration       | [ 6 ]  |
| 2015   | Old Crow Medicine Show                             | Remedy                        | - Mike Auldridge, Jerry Douglas & Rob Ickes — Three Bells - Alice Gerrard — Follow the Music - Eliza Gilkyson — The Nocturne Diaries - Jesse Winchester — A Reasonable Amount of Trouble                                                                  | [ 7 ]  |
| 2016   | Béla Fleck & Abigail Washburn                      | Béla Fleck & Abigail Washburn | - Norman Blake — Wood, Wire & Words - Rhiannon Giddens — Tomorrow Is My Turn - Patty Griffin — Servant of Love - Glen Hansard — Didn't He Ramble | [ 8 ]  |
| 2017   | Sarah Jarosz                                       | Undercurrent                  | - Judy Collins & Ari Hest — Silver Skies Blue - Robbie Fulks — Upland Stories - Rhiannon Giddens — Factory Girl - Sierra Hull — Weighted Mind | [ 9 ]  |
| 2018   | Aimee Mann                                         | Mental Illness                | - Laura Marling — Semper Femina - Offa Rex — The Queen of Hearts - The Secret Sisters — You Don't Own Me Anymore - Yusaf / Cat Stevens — The Laughing Apple                                                                                               | [ 10 ] |
| 2019   | Punch Brothers                                     | All Ashore                    | - Joan Baez – Whistle Down the Wind - Dom Flemons – Black Cowboys - Mary Gauthier – Rifles & Rosary Beads - Iron & Wine – Weed Garden | [ 11 ] |

### Dècada del 2020
| Edició | Imatge | Guanyador(s)/ Guanyadora(es) | Obra          | Nominat(s)/ Nominada(es) | Ref    |
| ------ | ------ | ---------------------------- | ------------- | ------------------------ | ------ |
| 62a    |        | Patty Griffin                | Patty Griffin |                          | [ 12 ] |